# Arthit Sunthornphit
Arthit Sunthornphit (tiếng Thái: อาทิตย์ สุนทรพิธ, sinh ngày 19 tháng 4 năm 1986), còn được biết với tên đơn giản Bas (tiếng Thái: บาส), là một cầu thủ bóng đá người Thái Lan thi đấu ở vị trí tiền vệ cho câu lạc bộ ở Thai League 2 PTT Rayong. Arthit thuận chân trái và là chuyên gia đá phạt.

## Sự nghiệp quốc tế
Arthit chính là thành viên của đội hình vô địch T&T Cup 2008.
Arthit có mặt trong đội hình của Winfried Schäfer tham dự Giải vô địch bóng đá Đông Nam Á 2012.

### Quốc tế
Tính đến 12 tháng 11 năm 2015
| Đội tuyển quốc gia | Năm  | Số trận | Bàn thắng |
| ------------------ | ---- | ------- | --------- |
| Thái Lan           | 2008 | 7       | 2         |
| Thái Lan           | 2011 | 2       | 0         |
| Thái Lan           | 2013 | 8       | 1         |
| Thái Lan           | Tổng | 17      | 3         |

## Bàn thắng quốc tế
| #  | Ngày                | Địa điểm                       | Đối thủ  | Tỉ số | Kết quả | Giải đấu                             |
| -- | ------------------- | ------------------------------ | -------- | ----- | ------- | ------------------------------------ |
| 1. | 8 tháng 12 năm 2008 | Sân vận động Surakul, Thái Lan | Lào      | 3–0   | 6–0     | Giải vô địch bóng đá Đông Nam Á 2008 |
| 2. | 8 tháng 12 năm 2008 | Sân vận động Surakul, Thái Lan | Lào      | 4–0   | 6–0     | Giải vô địch bóng đá Đông Nam Á 2008 |
| 3. | 8 tháng 11 năm 2012 | Sân vận động SCG, Thái Lan     | Malaysia | 2–0   | 2–0     | Giao hữu                             |

## Danh hiệu

### Câu lạc bộ
Chonburi
- Giải bóng đá ngoại hạng Thái Lan
  -   Vô địch (1): 2007
- Cúp Hoàng gia Kor
  -   Vô địch (2): 2008, 2009

### Quốc tế
U-23 Thái Lan
- Sea Games
  -  Huy chương Vàng (1); 2007

Thái Lan
- T&T Cup
  -  Vô địch (1): 2008